# Port Comercial - La Factoria (metrostation)
Port Comercial | La Factoria is een metrostation aan lijn 10 (lijn 10 Sud) van de Metro van Barcelona.
Het station ligt in de Zona Franca industriezone in het district Sants-Montjuïc. Het is geopend op 7 november 2021. Het station ligt bij een aantal havenfaciliteiten en een bekende SEAT-autofabriek, in de stationsnaam aangeduid met La Factoria.  Deze SEAT-autofabriek van Zona Franca is de oudste van SEAT, op 13 november 1953 rolde de allereerste productiewagen van het merk, een SEAT 1400 hier van de band.
Het metrostation deelt dezelfde lay-out als de aanliggende stations ZAL - Riu Vell, Ecoparc en Zona Franca,  samen de enige vier bovengrondse stations van de metro van Barcelona, ingepland op een spoorviaduct. Het station ligt aan een betonnen dubbel viaduct – een voor elke rijrichting, 6,5 meter hoog. In het midden van de twee viaducten ligt het eilandperron, 10 meter breed en 120 meter lang.
Lijn 10 Zuid
ZAL | Riu Vell · 
Ecoparc · Port Commercial | La Factoria · Zona Franca · Foc · Foneria · Ildefons Cerdà | Ciutat de la Justícia · Provençana · Can Tries | Gornal · Torrassa · Collblanc
Lijn 10 Noord
La Sagrera · Onze de Setembre · Bon Pastor · Llefià · La Salut · Gorg